# Закидывание петуха

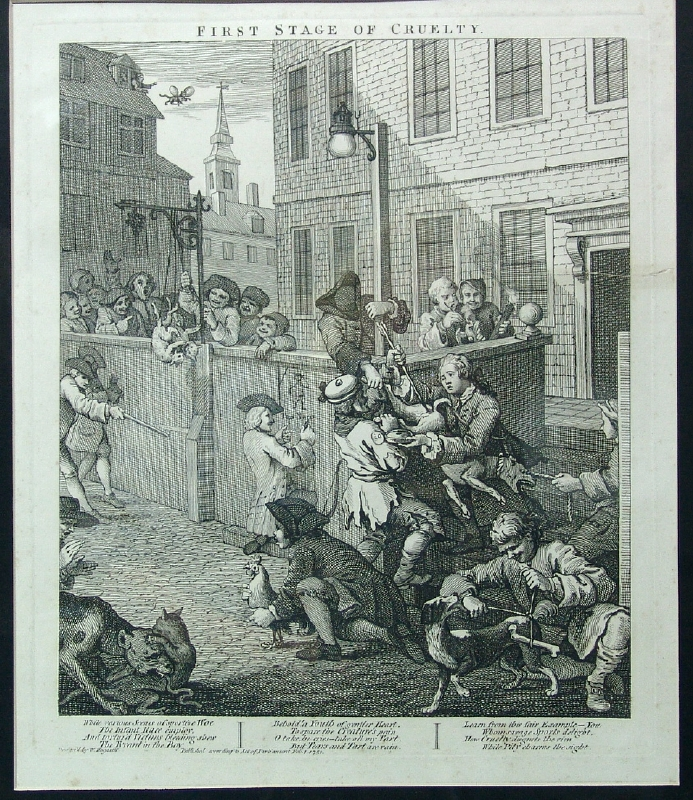
«Первая ступень жестокости», гравюра Уильяма Хогарта (1751).

Кида́ние в петуха́ (англ. cock throwing) — кровавая забава, практиковавшаяся в Англии до конца XVIII века.
Забава состояла в том, что публика кидала палки в посаженного в горшок петуха до тех пор, пока птица не умирала. Обычно это действо происходило в Жирный вторник (время карнавала). В некоторых случаях птицу привязывали к бревну либо бросающим палки завязывали глаза. В Суссексе птицу привязывали к колышку леской длиной в пять-шесть футов, так, что она могла клюнуть человека.
В отличие от петушиных боёв, кидание в петуха было распространено среди низших классов. Когда в 1660 г. власти Бристоля попытались запретить это развлечение, в городе взбунтовались подмастерья. Некоторые острословы писали, что петух в этой забаве символизирует старинного недруга англичан — Францию (петух является одним из национальных символов Франции).
В эпоху Просвещения это занятие высмеивалось в прессе как пережиток средневекового варварства и, как следствие, постепенно сошло на нет.